# Robert Furrer
Pour l’article homonyme, voir Furrer.
Robert Furrer (né le 16 novembre 1904 à Zurich, mort le 12 novembre 1949 dans la même ville) est un chef décorateur et scénographe suisse.

## Biographie
Furrer étudie les arts plastiques à Dessau, Stuttgart, Bruxelles (1928) et en Union soviétique (1933) avant de rejoindre Praesens-Film en 1935. Là, avec le réalisateur Leopold Lindtberg, le scénariste Richard Schweizer, le directeur de la photographie Emil Berna et le compositeur Robert Blum, il forme l'équipe qui crée pendant la Seconde Guerre mondiale des productions telles que Les Lettres d'amour, Marie-Louise ou La Dernière Chance.
En 1946, Furrer est engagé à Paris pour trois productions, dont Martin Roumagnac avec le couple Marlene Dietrich-Jean Gabin.
En plus de son travail au cinéma, d'abord assistant Teo Otto (de) à partir de 1930 au Schauspielhaus de Zurich, Furrer conçoit pour ce théâtre les décors de près de 70 pièces entre 1938 et 1946.

## Filmographie
- 1935 : Ja sooo!
- 1938 : Le Fusilier Wipf
- 1939 : L'Inspecteur Studer
- 1940 : Les Lettres d'amour
- 1941 : Landammann Stauffacher
- 1942 : Le Coup de feu dans l'église
- 1943 : La Nuit sans permission
- 1943 : Marie-Louise
- 1945 : La Dernière Chance
- 1947 : Meurtre à l'asile
- 1947 : Les Anges marqués
- 1948 : Après la tourmente
- 1949 : Suzanne et son marin